# Zygmunt Kiejstutowicz
Zygmunt I Kiejstutowicz, lit. Žygimantas Kęstutaitis (ur. ok. 1365, zm. 20 marca 1440 w Trokach) – wielki książę litewski w latach 1432–1440, książę możajski od 1383, książę Rusi Czarnej w latach 1390–1440.

## Życiorys
Był synem Kiejstuta i Biruty. 14 czerwca 1384 roku zastrzeżono, że ziemie po Witoldzie odziedziczy właśnie Zygmunt. Chrzest przyjął 18 lutego 1386 roku w Krakowie. Po 4 marca 1386 roku jako książę litewski złożył hołd homagialny królowi Władysławowi II Jagielle, królowej Jadwidze Andegaweńskiej i Koronie Królestwa Polskiego. W styczniu 1390 roku został przekazany Krzyżakom przez Witolda w charakterze zakładnika (oprócz Zygmunta los ten spotkał jego brata Towciwiłła, siostrę Ryngałłę oraz Annę, żonę Witolda). W styczniu 1397 roku poseł Wacława IV Luksemburskiego domagał się od Krzyżaków, aby albo przekazali mu Zygmunta, albo go uwolnili. Wielki mistrz Konrad von Jungingen odmówił spełnienia tych żądań. Był jednym ze świadków traktatu pokojowego, który Witold zawarł z Krzyżakami 12 października 1398 roku na wyspie Salin. Był sygnatariuszem pokoju mełneńskiego 1422 roku. 1 września 1432 roku w wyniku zamachu stanu pozbawił władzy Świdrygiełłę i został wielkim księciem litewskim. 27 lutego 1434 roku w Grodnie odnowił zapisy złączenia i poddania Litwy Koronie. 6 maja 1434 roku ogłosił w Trokach wielki przywilej ziemski, dokonujący zrównania praw Rusinów i Litwinów, bojarów litewskich i ruskich, katolików i prawosławnych na terenie całego Wielkiego Księstwa Litewskiego, do końca jego istnienia. 1 września 1435 roku wojska polsko-litewskie pod wodzą Jakuba z Kobylan i księcia Zygmunta stoczyły zwycięską bitwę pod Wiłkomierzem. 31 grudnia 1435 roku podpisał akt pokoju w Brześciu Kujawskim. Zginął zamordowany przez zwolenników Świdrygiełły.
Zygmunt Kiejstutowicz był co najmniej dwukrotnie żonaty. Po raz pierwszy ożenił się z nieznaną z imienia córką kniazia Andrzeja Odyncewicza, po raz drugi poślubił w styczniu 1416 nieznaną z imienia kobietę, która zmarła przed połową 1434, gdy Zygmunt planował kolejne małżeństwo, które nie zostało zawarte. Jego dzieci to Michał Bolesław Zygmuntowicz i Jadwiga.